# Leina (Fluss)
Die Leina ist ein Quellfluss der Hörsel im Flusssystem der Weser.

## Name
Die erste schriftliche Nennung gab es im Jahr 1141 als ad aquam … Linaha. Der Name könnte keltischen Ursprungs sein (*Līnā/-os) und mit dem indogermanischen Wortstamm *leiH- für 'gießen, fließen' in Zusammenhang stehen.

## Beschreibung
Die Leina entspringt am Leinaborn im Thüringer Wald, Flur Tambach-Dietharz in Rennsteignähe. Nach etwa 2,5 Kilometer wird der Bachlauf durch den Brandleiteteich aufgestaut – hier befand sich im 15. Jahrhundert ein frühneuzeitlicher Bergwerks- und Hüttenkomplex.
Durch weitere Zuflüsse in der Flur Finsterbergen wird der Bach merklich verstärkt, im Leinagrund befanden sich daher auf einer Strecke von vier Kilometer etwa fünf Sägemühlen und Hammerwerke, bis bei Engelsbach der Waldrand erreicht wird. An einem im 14. Jahrhundert geschaffenen Wehr wird der überwiegende Teil des Wassers in den Leinakanal abgeleitet. Die Leina selbst fließt als Wilde Leina (auch Kleine Leina) noch bis zur Ortslage Schönau vor dem Walde in geringer Entfernung zum Leinakanal in ihrem ursprünglichen Flussbett. In der Ortslage Leina wird am Zusammenfluss mit dem Altenwasser aus der Wilden Leina die Hörsel.

## Zuflüsse
Die folgende Tabelle listet die Zuflüsse im Detail.
| Name            | Zufluss- seite | Länge [km] | Einzugs- gebiet [km²] | Mündungs- höhe [m. ü. NN] | Mündungs- ort (*: bei)    | DGKZ    |
| --------------- | -------------- | ---------- | --------------------- | ------------------------- | ------------------------- | ------- |
| Großer Frosch   | links          | 2,1        |                       | 514                       |                           | 416-11? |
| Rösenbach       | links          | 2,1        |                       | 458                       | oberh. Finsterbergens     | 416-11? |
| Körnsbergwasser | links          | 2,9        | 3,1                   | 440                       | unterh. Finsterbergens    | 416-11? |
| Sulzbach        | rechts         | 1,8        |                       | 390                       | Engelsbach von Catterfeld | 416-11? |
| Schilfwasser    | links          | 11,2       | 14,3                  | 338                       | Ernstroda*                | 416-12  |
| Cumbach         | links          | 3,9        | 7,3                   | 326                       | Cumbach*                  | 416-1?  |
| Altenwasser     | rechts         | 7,3        | 8,5                   | 317                       | Leina                     | 416-1?  |

Oberlauf

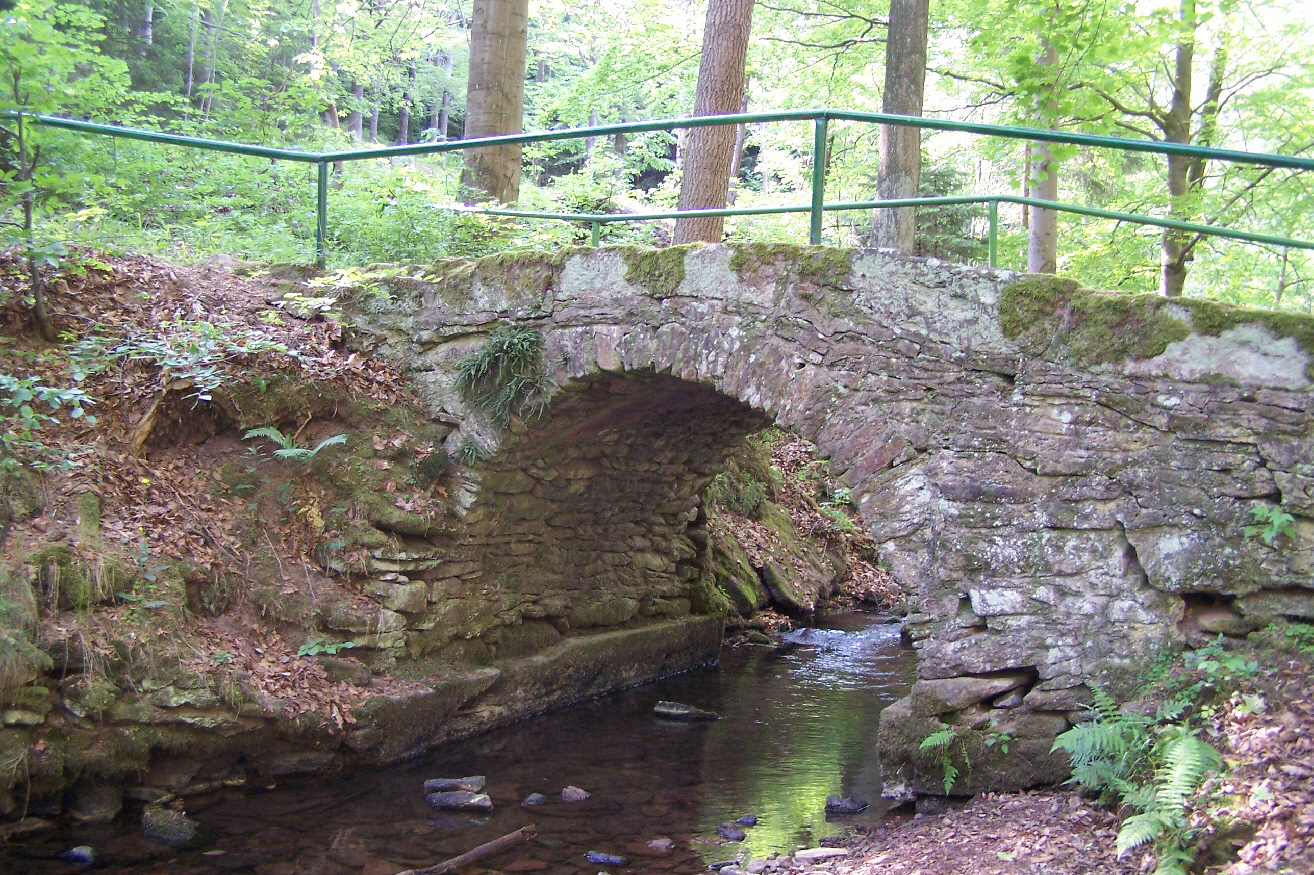
Die Totenbrücke bei Finsterbergen
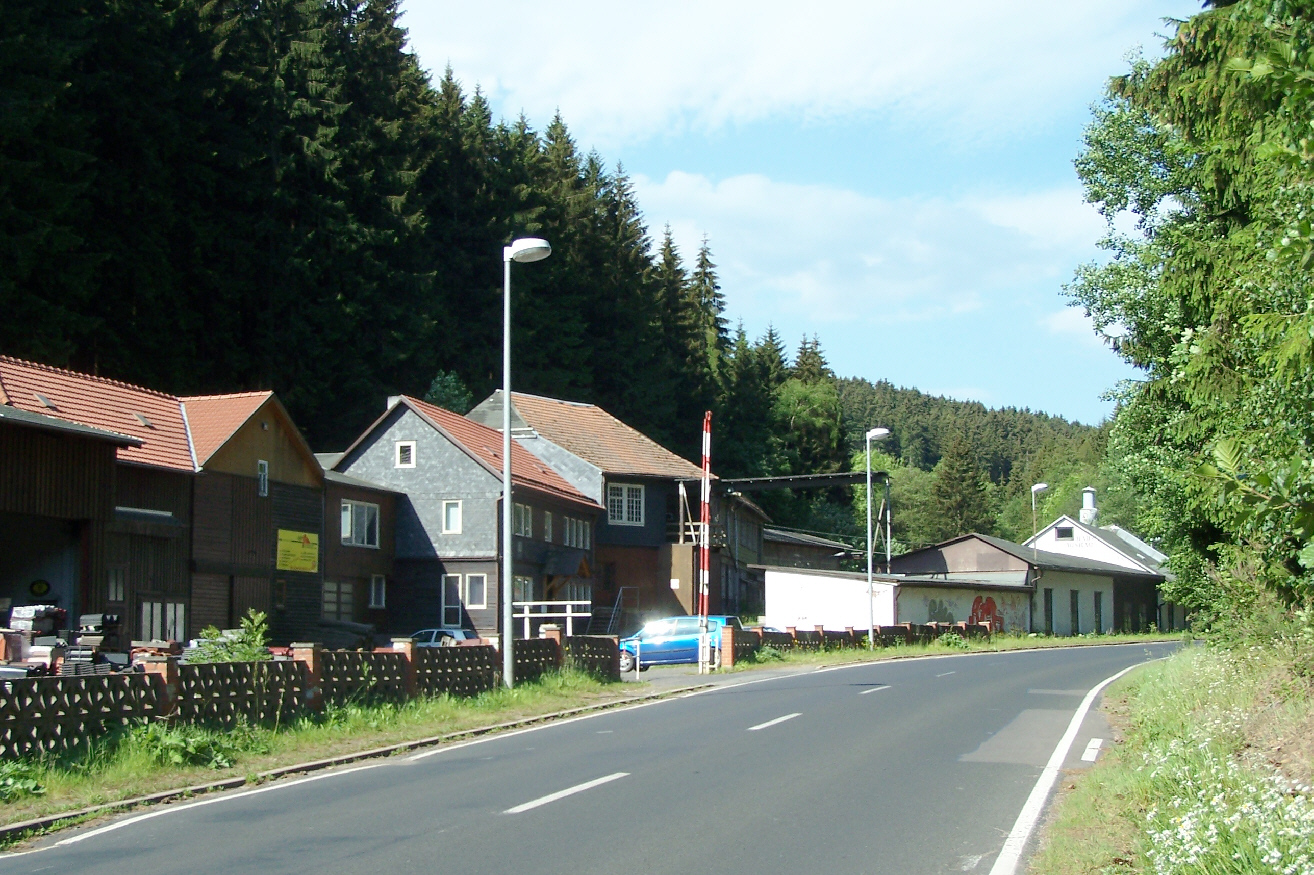
Ehemalige Sägemühlen im Leinagrund nördlich Finsterbergen
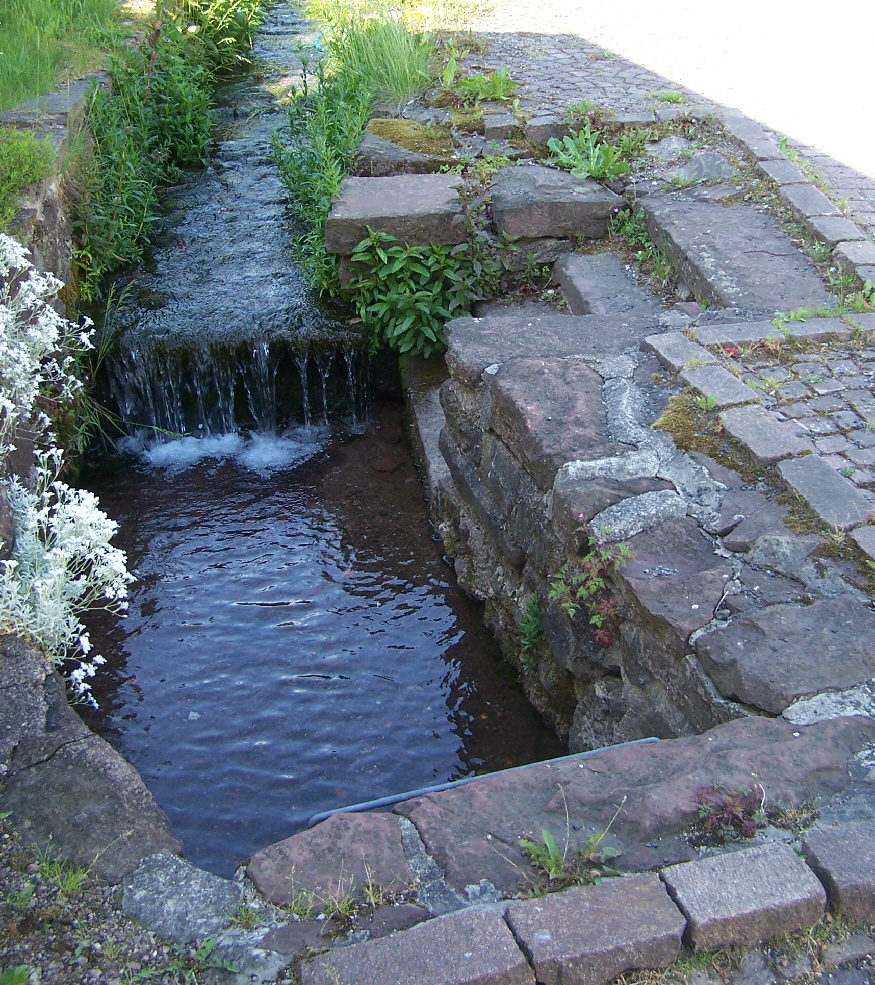
Ein Waschplatz in der Ortslage von Engelsbach

Unterlauf

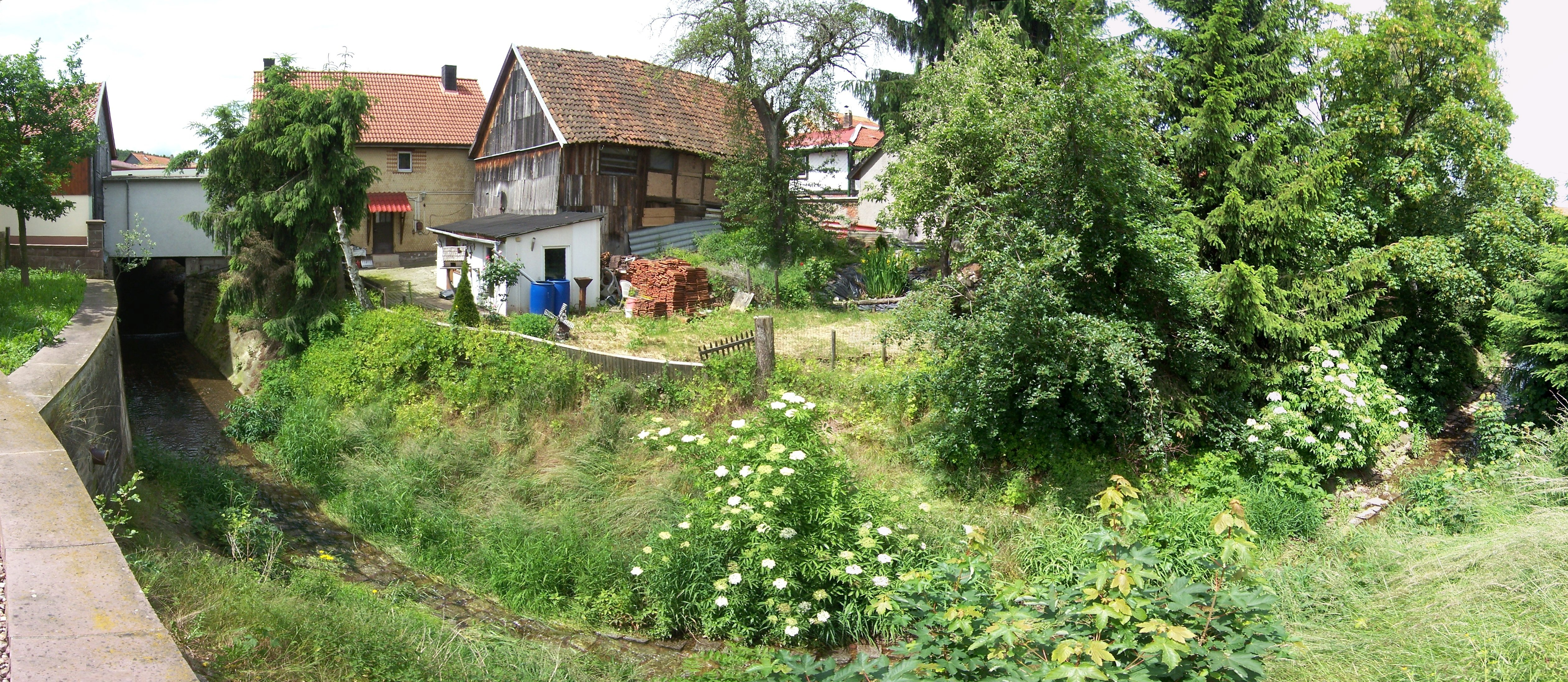
Die Wilde Leina in Schönau v.d.W.
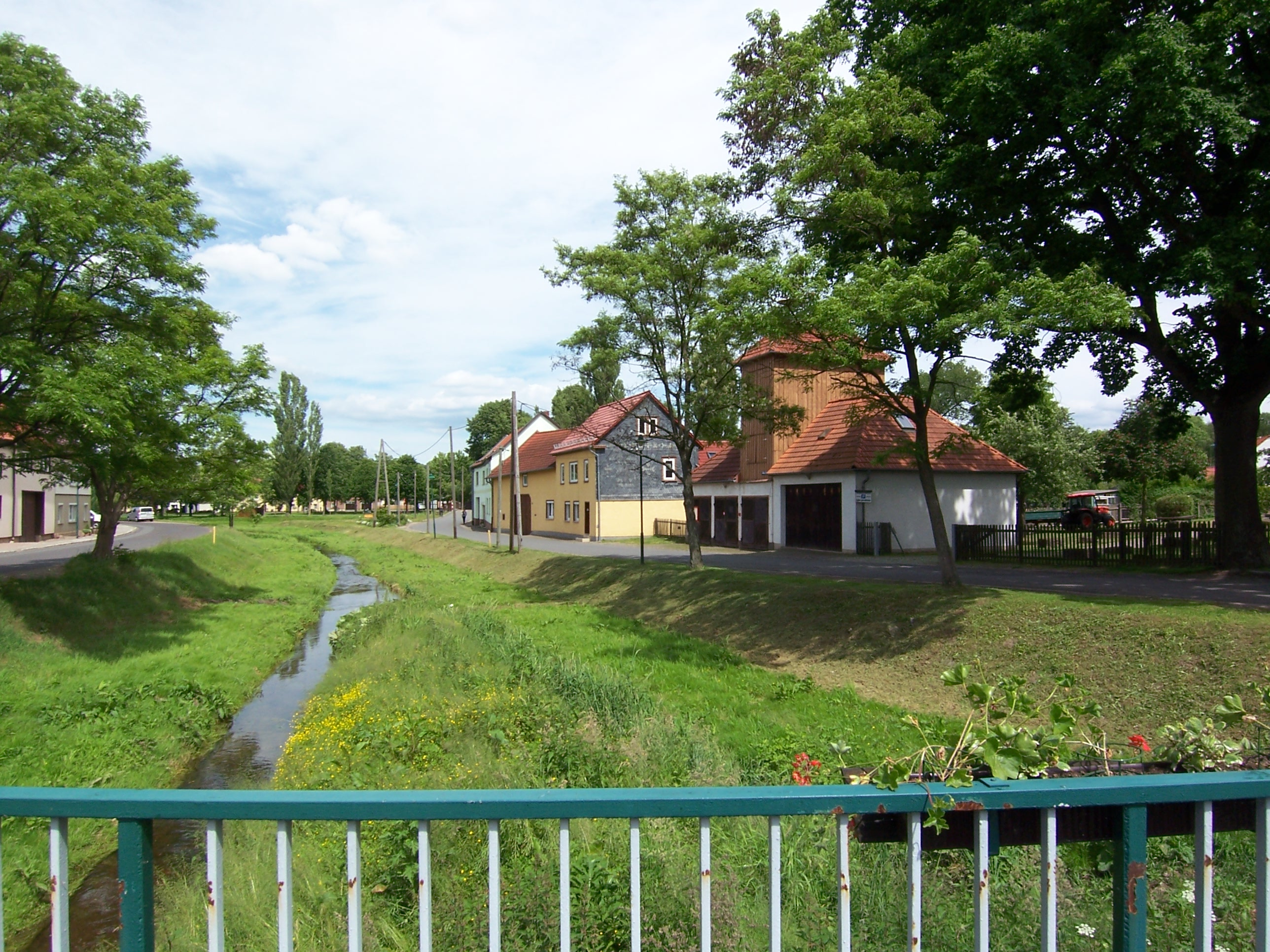
Wilde Leina an der Gospiterodaer Str. in Leina
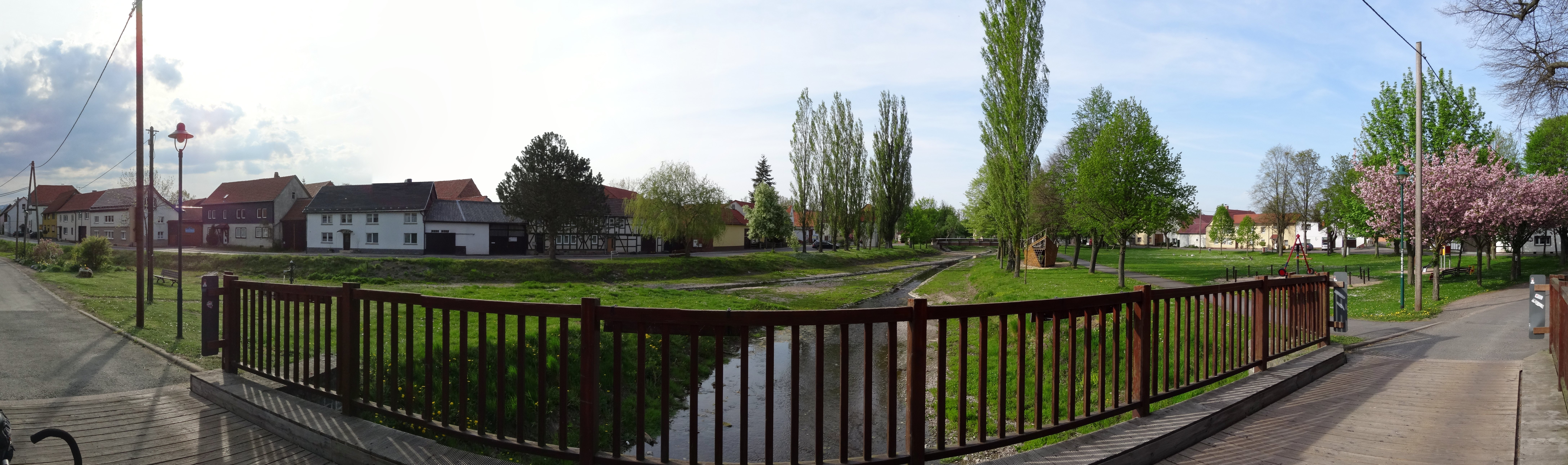
Leina, Altenwasser und Hörsel in Leina